# Luiz Fara Monteiro
Luiz Fara Monteiro (Rio de Janeiro, 6 de março de 1970), é um jornalista, repórter, apresentador de televisão e radialista brasileiro.
Começou a carreira como radialista na 105 FM (hoje Clube FM). Foi apresentador da Voz do Brasil e do Café com o Presidente, no governo Lula. Também foi apresentador do telejornal DF no Ar, da TV Record Brasília.
Recebeu em 2008 o Prêmio Engenho de Jornalismo e no final do mesmo ano passou a trabalhar como correspondente internacional da Rede Record, na África do Sul.
Em 2010 voltou para a TV Record Brasília, onde atuou como repórter e eventualmente apresenta os programas DF no Ar e Balanço Geral.
Em 2012, apresentou o programa Brasília Ao Vivo, da Record News, que era ancorado dos estúdios da emissora na capital federal.
Desde 2013, o jornalista faz reportagens para o Jornal da Record News, Jornal da Record e Fala Brasil.
Em setembro de 2014, passou a viajar pelo Brasil cobrindo a agenda da candidata à presidência da república, Marina Silva do PSB, para os telejornais da Record.
Em 13 de agosto de 2016, retornou como locutor na rádio Clube FM, após 11 anos, saindo da emissora pouco tempo depois.
Em 2019, tornou-se apresentador eventual do Jornal da Record.
Em 2022 substitui Roberto Cabrini no comando do Repórter Record Investigação, com estreia confirmada para a noite de 6 de janeiro.
Em 7 de julho de 2025, foi promovido como o novo apresentador do Fala Brasil, ocupando a vaga de Mariana Godoy, que foi transferida para o Jornal da Record.

## Filmografia

### Televisão
| Ano        | Nome                         | Cargo          | Emissora        |
| ---------- | ---------------------------- | -------------- | --------------- |
| 2003–2008  | Diálogo Brasil               | Apresentador   | TVE Brasil      |
| 2005–2007  | Repórter Nacional            | Apresentador   | TV Nacional     |
| 2008       | DF no Ar                     | Apresentador   | Record Brasília |
| 2008–2010  | Jornal da Record             | Correspondente | Rede Record     |
| 2010–2025  | Jornal da Record             | Repórter       | Rede Record     |
| 2012       | Brasília Ao Vivo             | Apresentador   | Record News     |
| 2022–2025  | Repórter Record Investigação | Apresentador   | Rede Record     |
| 2025–atual | Fala Brasil                  | Apresentador   | Rede Record     |

### Rádio
| Ano       | Nome                  | Cargo        | Emissora       |
| --------- | --------------------- | ------------ | -------------- |
| anos 90   | 105 FM                | Locutor      |                |
| 2001–2008 | A Voz do Brasil       | Apresentador | Rádio Nacional |
| 2003–2008 | Café com o Presidente | Apresentador | Rádio Nacional |